# Drosophila clara
Drosophila clara är en tvåvingeart som beskrevs av Elmo Hardy och Kaneshiro 2001. Drosophila clara ingår i släktet Drosophila och familjen daggflugor.
Artens utbredningsområde är Hawaii.